# 加爾東河
加爾東河（法語：Gardon，法語發音：[ɡaʁdɔ̃] ⓘ），又称加尔河（法語：Gard，法語發音：[ɡaʁ] ⓘ），是法國的河流，位於該國南部，屬於罗讷河的右支流，河道全長127.6公里，流域面積1999平方公里，平均流量每秒32.7立方米，發源自圣马丹-德朗叙斯克勒，河口處在卡萨尼奥勒和韦泽诺布尔之间。

## 外部連結
- http://www.geoportail.fr（页面存档备份，存于）
- Sandre数据库中的加尔东河
- Regordane Info - The independent portal for the Regordane Way or St Gilles Trail. The Regordane Way runs alongside the Gardon River from Ners south-eastwards（页面存档备份，存于） （英文） （法文）